# Осумасинский чинантекский язык
Осумасинский чинантекский язык (Chinanteco de Ayotzintepec, Chinanteco de San Pedro Ozumacín, Chinanteco del sureste alto, Juujmii, Ozumacín Chinantec) — чинантекский язык, на котором говорят в городах Айоцинтепек, Сан-Педро-Осумасин и Сантьяго-Прогресо штата Оахака в Мексике.

## Диалекты
У осуматинского чинантекского языка есть айоцинтепекский диалект. В городе Осумасин есть небольшие различия между диалектами. Осумасинский диалект лексически схож на 63 % с палантланским, на 22 % с лалананским и валле-национальным диалектами чинантекского языка.

## Письменность
Алфавит на латинской графической основе: A a, Ä ä, B b, C c, Ch ch, D d, Ds ds, E e, Ë ë, F f, G g, H h, I i, Ɨ ɨ, J j, K k, L l, Ll ll, M m, N n, Ñ ñ, Ng ng, O o, Ø ø, P p, R r, S s, T t, U u, Ʉ ʉ, W w, Y y.